# Corydalis hamata
Corydalis hamata är en vallmoväxtart som beskrevs av Adrien René Franchet. Corydalis hamata ingår i släktet nunneörter, och familjen vallmoväxter. Inga underarter finns listade i Catalogue of Life.